# Sungai Jeruju
Sungai Jeruju is een bestuurslaag in het regentschap Ogan Komering Ilir van de provincie Zuid-Sumatra, Indonesië. Sungai Jeruju telt 7772 inwoners (volkstelling 2010).